# سن نیکولا دا کریسا
سن نیکولا دا کریسا (به ایتالیایی: San Nicola da Crissa) یک کومونه در ایتالیا است که در استان ویبو والنتیا واقع شده‌است.

## خصوصیات
سن نیکولا دا کریسا ۱۹٫۳ کیلومترمربع مساحت و ۱٬۴۳۷ نفر جمعیت دارد و ۵۱۸ متر بالاتر از سطح دریا واقع شده‌است.